# بیرد هایتس (ویرجینیای غربی)
بیرد هایتس (به انگلیسی: Beard Heights) یک منطقهٔ مسکونی در ایالات متحده آمریکا است که در شهرستان پوکاهانتس، ویرجینیای غربی واقع شده‌است. بیرد هایتس ۷۵۷٫۱۳ متر بالاتر از سطح دریا واقع شده‌است.